# العزیزیه (عراق)
العزیزیه (به عربی: العزیزیة) یک منطقهٔ مسکونی در عراق است که در استان واسط واقع شده‌است. العزیزیه ۴۴٬۸۶۸ نفر جمعیت دارد و ۳۵ متر بالاتر از سطح دریا واقع شده‌است.